# Silvano (usurpador)
Silvano, também referido Flávio Silvano ou mais provavelmente Cláudio Silvano (em latim: Claudius Silvanus), nascido na Gália por volta de 310-320 e assassinado na Colônia Cláudia Ara Agripinense (Germânia Inferior) em 7 de setembro de 355, foi um usurpador romano de ascendência franca. General de Constante II (r.  337–361), usurpou o poder na Gália por um mês em 355.

## Biografia

### Origem e carreira
Segundo o historiador Amiano Marcelino, Silvano era filho de Bonito, chefe franco que serviu a Constantino contra Licínio. Por isso, é um imigrante germânico da segunda geração, de aparente educação romana. Sua mãe era de origem incerta, talvez de ascendência franca segundo Michel Rouche, ou uma aristocrata romana originária da Campânia segundo Jean-Pierre Joly, talvez uma parente de Marco Úlpio Silvano Genado. Para Jean-Pierre Joly, que o chama "Clúdio Silvano", seu primeiro nome, germânico, foi "hipocorístico dum nome construído com um primeiro radical "Hlud"". Quando a "Silvano", talvez tenha recebido em honra ao general que comandava sua colônia sob o reinado de Galiano (r. 253–268) em 258-260.
Tribuno da escola das armaduras (tribunus scholae armaturarum) na Gália, uma unidade de guardas fortemente armados (os instrutores), abandonou o exército do usurpador Magnêncio (r. 350–353) com seus cavaleiros alguns dias antes da batalha de Mursa Maior (setembro de 351) para tirar proveito de Constâncio II, o que contribuiu para a vitória deste último. Este fato incentivou sua carreira e de seu filho, que apareceu como um defensor leal do trono imperial.
A partir de 352-353, Silvano adquiriu a dignidade de conde e atuou como mestre da infantaria e cavalaria da Gália (magister peditum et equitem per Gallias). Incapaz de restaurar a ordem no norte da Gália, Constâncio II decidiu nomeá-lo mestre da milícia da Gália, quando tinha pouco mais de trinta anos (ele é qualificado adulescentior - "jovem o suficiente" - em 353). À frente de 8 000 auxiliares, passou por Augustoduno em 354, libertou Augusta dos Tréveros (atual Tréveris), ameaçada pelos alamanos de Conodomário e instalou em Colônia Cláudia Ara Agripinense seu quartel-general.

### Julgamento e usurpação

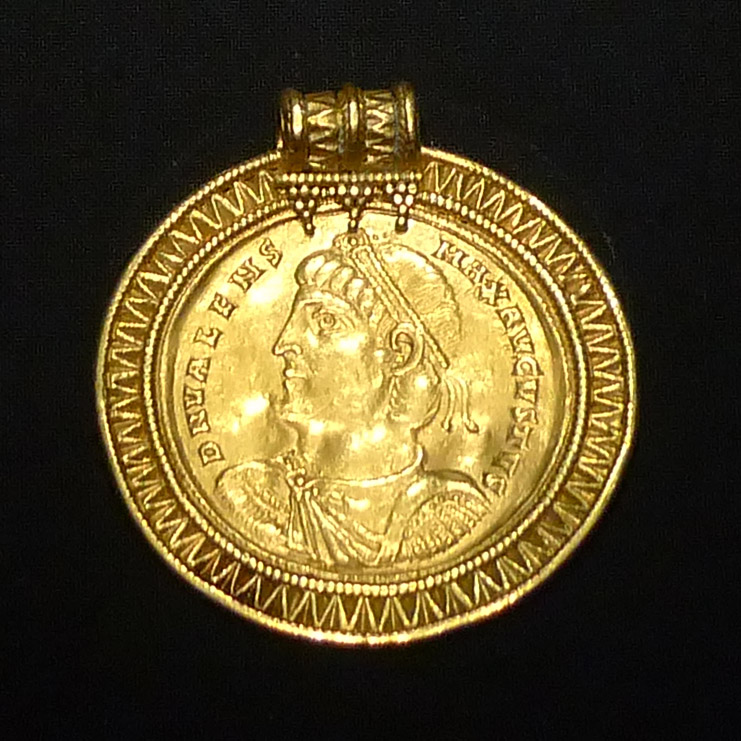
Medalha de ouro de Constâncio II. O imperador ordenou um julgamento contra Silvano sob a acusação de traição. Com medo de ser condenado, Silvano foi proclamado imperador

Em 355, enquanto lutava com os francos no Reno, foi vítima duma camarilha de oficiais. Por iniciativa de várias personalidades, dentre eles um colega ciumento - o mestre da cavalaria Arbício e Dinâmio, um personagem de origem humilde  - cartas assinadas por Silvano foram falsificadas nais quais os convidava para usurpar o trono imperial, e elas foram apresentadas ao imperador Constâncio II em Mediolano.
Um grupo de aristocratas, na sua maioria compostos por oficiais de nível inferior, francos ou de origem franca, mas também pertencentes da Campânia, tomou sua defesa e exigiu a abertura de uma investigação. Entre eles, dois oficiais de origem franca, Malarico, tribuno comandante de uma unidade de guarda, os Tribais (Gentiles Franci), e Malobaldo, sucessor de Silvano para o posto de tribuno das escolas, se propuseram a inocentar de Silvano, de modo que o primeiro permaneceu como refém, enquanto o segundo escoltou Silvano à Roma, de modo que pudesse defender-se.
Após diversas maquinações, os falsificadores foram confundidos, porém Silvano, em pânico e mal informado, com medo de ser condenado por traição, se fez proclamar Augusto (sob o nome de imperador César Cláudio Silvano Augusto) para Colônia Cláudia Ara Agripinense por seus soldados em 11 de agosto de 355 (de acordo com Amiano Marcelino), quatro dias após o pagamento de suas dívidas.

### Assassinato
Uma pequena delegação partiu de Mediolano, comandada por Ursicino e incluindo Amiano Marcelino, para Colônia Cláudia Ara Agripinense, fingindo honrar Silvano e suscitando seu assassinato entre alguns soldados  - os braquiais e carnutes, das tropas auxiliares. Quando ia à missa pela manhã, foi atacado em seu palácio por um bando de rebeldes que mataram seus guarda-costas. Silvano foi arrancado da capela cristã onde tinha fugido às pressas e massacrado.
Entre os seguidores de Silvano, Amiano relata Próculo, seu assistente privado (domesticus Siluanus), Pemênio, possivelmente um amigo franco (que foi escolhido pelos seus compatriotas para defender a multidão quando os tréveros fecharam as portas de sua cidade para o irmão de Magnêncio, o césar Decêncio), e os condes Asclepiodoto, Luto e Máudio, os dois últimos de origem franca. Eles foram torturados e executados com seus outros apoiantes.
Nascido nos anos de 340, seu filho teria permanecido em desgraça até o final de 370, quando o imperador, empreendendo uma luta contra os alamanos, concedeu-lhe perdão.

## Posteridade
O historiador Eutrópio menciona brevemente a sua revolta da Gália entre a queda de Magnêncio e a nomeação de Juliano como césar, em menos de trinta dias. Flávio Arbício ascendeu ao consulado em 355 e monopolizou parte da propriedade de Silvano. Por sua parte, Volusiano Lampádio tornou-se prefeito urbano de Roma, em 365. O césar Juliano, que logo depois assumiu a administração da Gália, indica num panegírico que dedicou ao imperador que ele poupou a família e o jovem filho de Silvano. No entanto, Amiano Marcelino relata que ele praticou tortura ao aparidor de Silvano, que resistiu e inocentou Silvano de qualquer complô, e executou várias figuras importantes.
Paul Petit vê neste trágico episódio um índice de tensões entre as autoridades civis e militares ocidentais da corte imperial de Mediolano. Por sua vez, Heloísa Harmoy Durofil e Lellia Cracco Ruggini vê-lo como um exemplo de solidariedade e ciúmes étnico: um oficial de origem franca, Flávio Arbício, com ciúmes de seus sucessos militares que lhe valeram o favor imperial, e um aristocrata romano, Caio Ceônio Volusiano Lampádio, estão entre aqueles que o denunciaram; e um grupo de oficiais francos inferiores ou de origem franca o apoiaram, e também encontraram apoio na aristocracia romana de origem campana, talvez por suas origens maternais.